# Pàmmenes d'Egipte
Pàmmenes d'Egipte (en grec antic Παμμένης Pamménēs; en llatí Pammĕnēs) (segle I dC) va ser un astròleg famós desterrat a Sardenya en temps de Neró. Allà va conèixer i es va fer amic d'Antisti Sosià, castigat també amb l'exili per haver fet uns poemes crítics contra Neró.
Antisti Sosià va veure que per l'emperador les delacions tenien molta importància, i va decidir denunciar Pàmmenes. Va robar a l'astròleg documents amb els horòscops d'il·lustres personatges romans, com ara Publi Anteu o Ostori Escapula. Sosià va escriure a l'emperador dient-li que Anteu i Escapula conspiraven contra l'ordre establert i contra la figura de l'emperador. Sosià va ser cridat a Roma a prestar declaració, i l'emperador va donar ordre de matar Escapula mentre Anteu, davant dels fets, es va suïcidar. Pàmmenes sembla que va ser condemnat a mort i executat a Sardenya.
Aquest astròleg va ser també alquimista i naturalista. Claudi Elià, al segle ii, dona el títol d'una de les seves obres, Sobre els animals salvatges, on Pàmmenes assegurava haver vist a Egipte escorpins alats que tenien dos agullons verinosos i serps bicèfales amb dues potes a la cua.